# Fletcher Abram mlajši
Fletcher Abram mlajši, ameriški rokometaš, * 12. december 1950, Cary, Mississippi.
Leta 1972 je na poletnih olimpijskih igrah v Münchnu v sestavi ameriške rokometne reprezentance osvojil 14. mesto.